# Архитектурный макет
Архитекту́рный маке́т (фр. maquette, от итал. macchietta — набросок) — объёмно-пространственное изображение проектируемого или существующего сооружения, архитектурного ансамбля, города. Архитектурный макет либо достаточно точно воспроизводит оригинал в деталях, в таком случае его называют также моделью, либо с некоторой степенью приближения. Макеты создаются, чтобы проверить архитектурную композицию, согласованность частей сооружений, наглядно ознакомиться с увязкой рельефа местности и основных объемов. Чтобы оценить эти качества, при дизайне интерьера используются интерьерные макеты. Макеты помогают архитекторам, девелоперам и застройщикам быстро и наглядно ознакомить потенциальных заказчиков и клиентов с существующим или перспективным архитектурным проектом.
Архитектурные макеты бывают выполнены в разных масштабах (1:1000, 1:500, 1:250, 1:200, 1:100, 1:50, 1:25, 1:20). Для создания используются самые разнообразные материалы. Наиболее распространены гипс, дерево, картон, пластик, пенокартон, папье-маше.
По типу различают концептуальные, градостроительные, планировочные, ситуационные, ландшафтные, панорамные, интерьерные макеты. По степени механизации и электроснабжения выделяют макеты без подсветки, с внутренней подсветкой, с наружной подсветкой, с динамической подсветкой, с комбинированной подсветкой, без движущихся элементов, с движущимися элементами.
Стоимость архитектурного макета зависит от двух составляющих: трудоемкости изготовления макета и стоимости макета, как художественного произведения. Макет может совсем не иметь или иметь очень низкую художественную ценность. Как правило, это зависит от уровня профессионализма моделиста.
На трудоемкость изготовления архитектурного макета влияют:
- степени детализации
- масштаб
- габариты макета
- используемые материалы
- применяемые технологии
- наличие элементов механизации
- наличие и вид подсветки

## Объекты макетирования

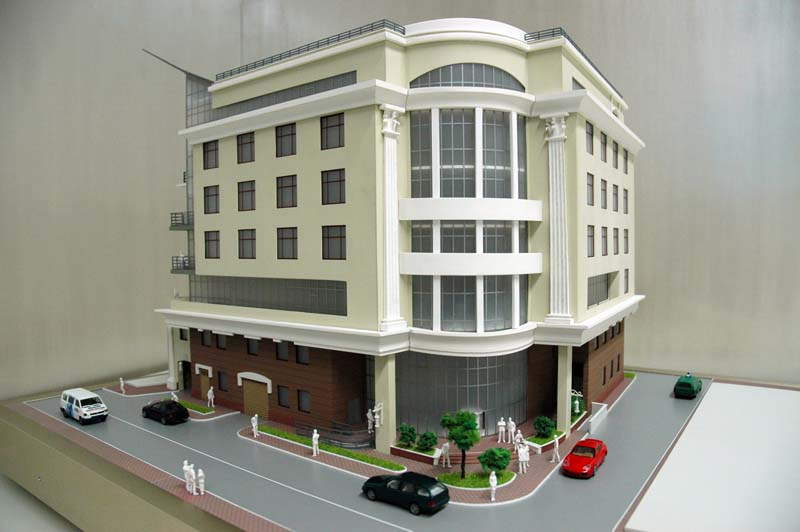
Макет офисного здания
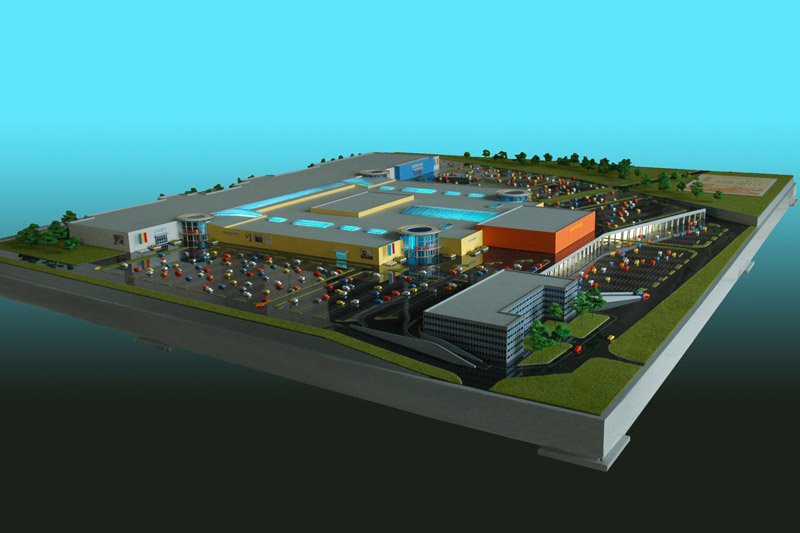
Макет торгового центра
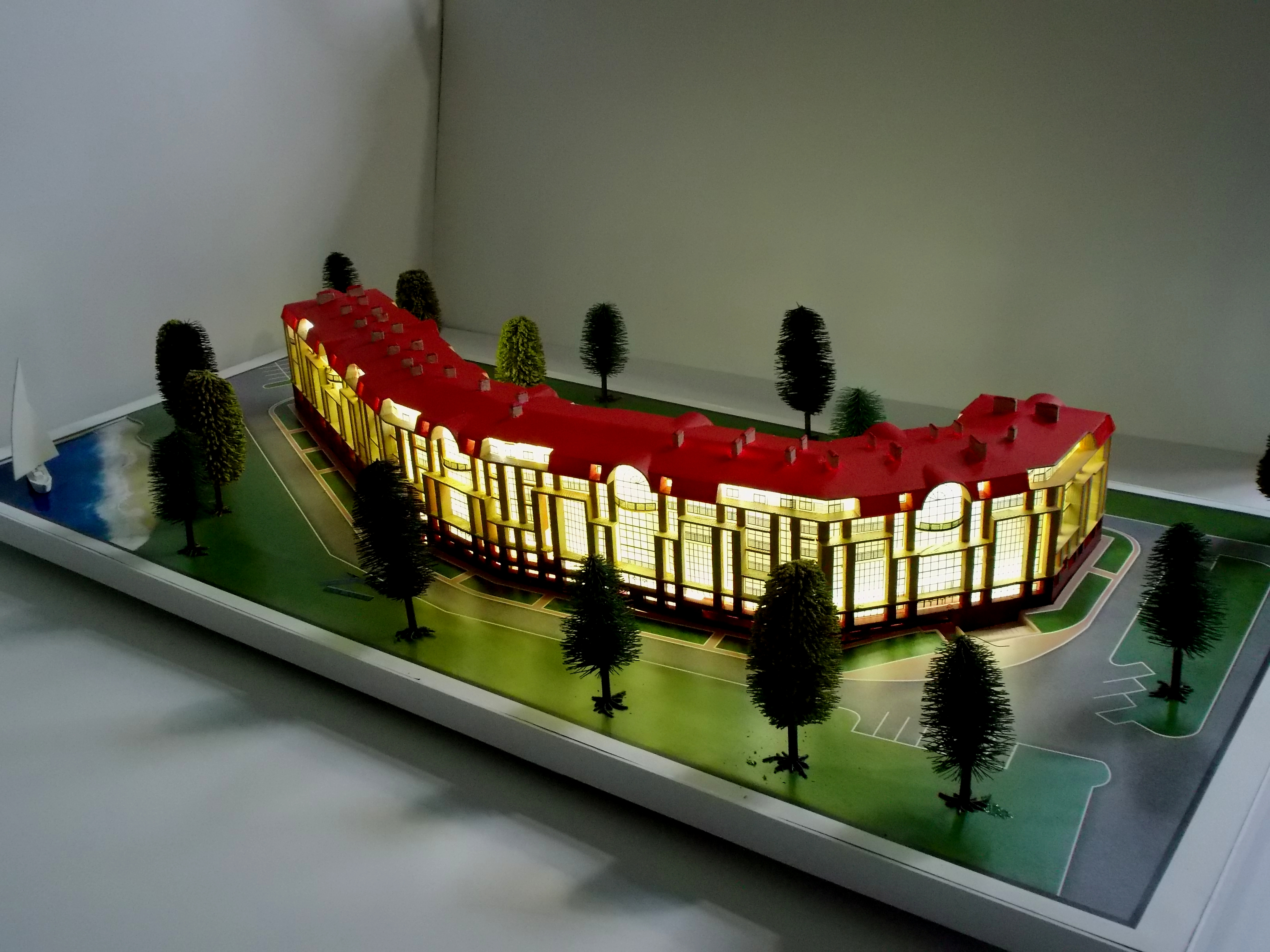
Макет отеля
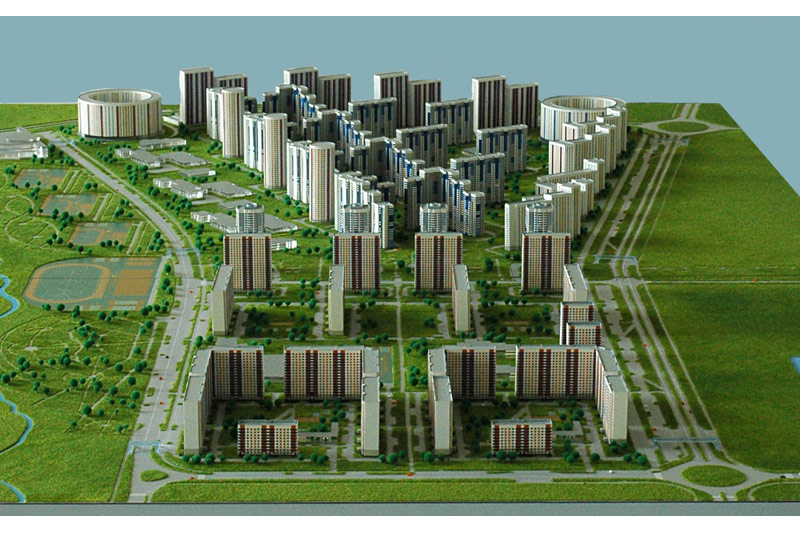
Макет микрорайона
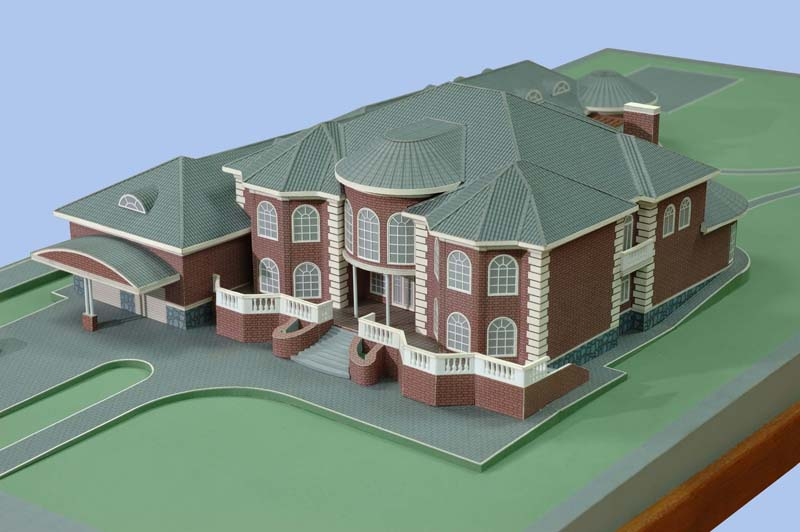
Макет коттеджа
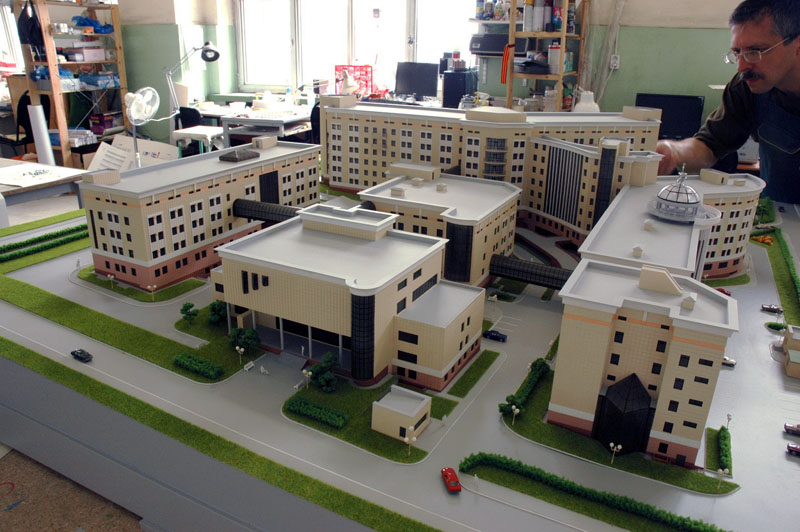
Макет медицинского центра
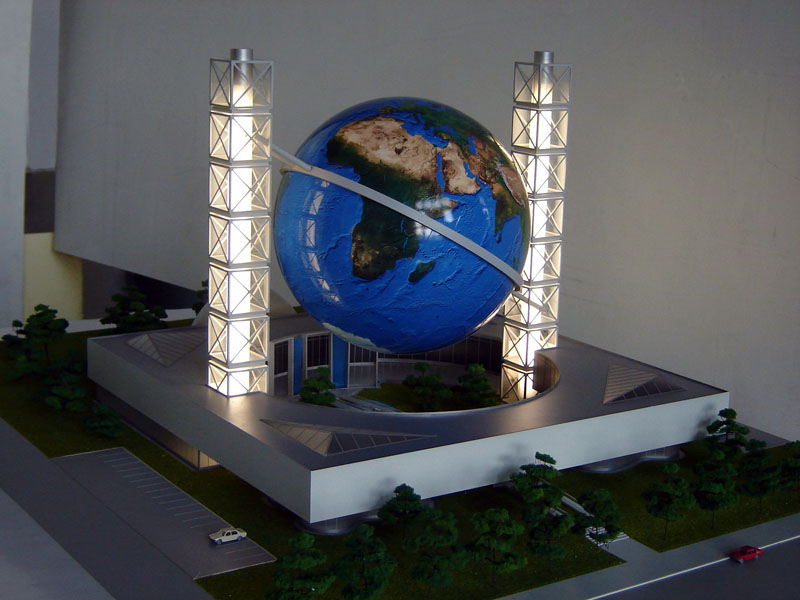
Макет планетария
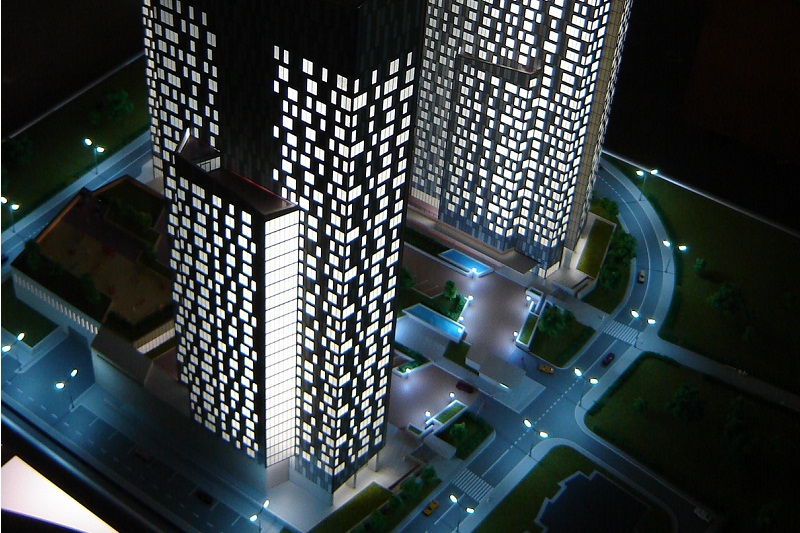
Макет жилого комплекса
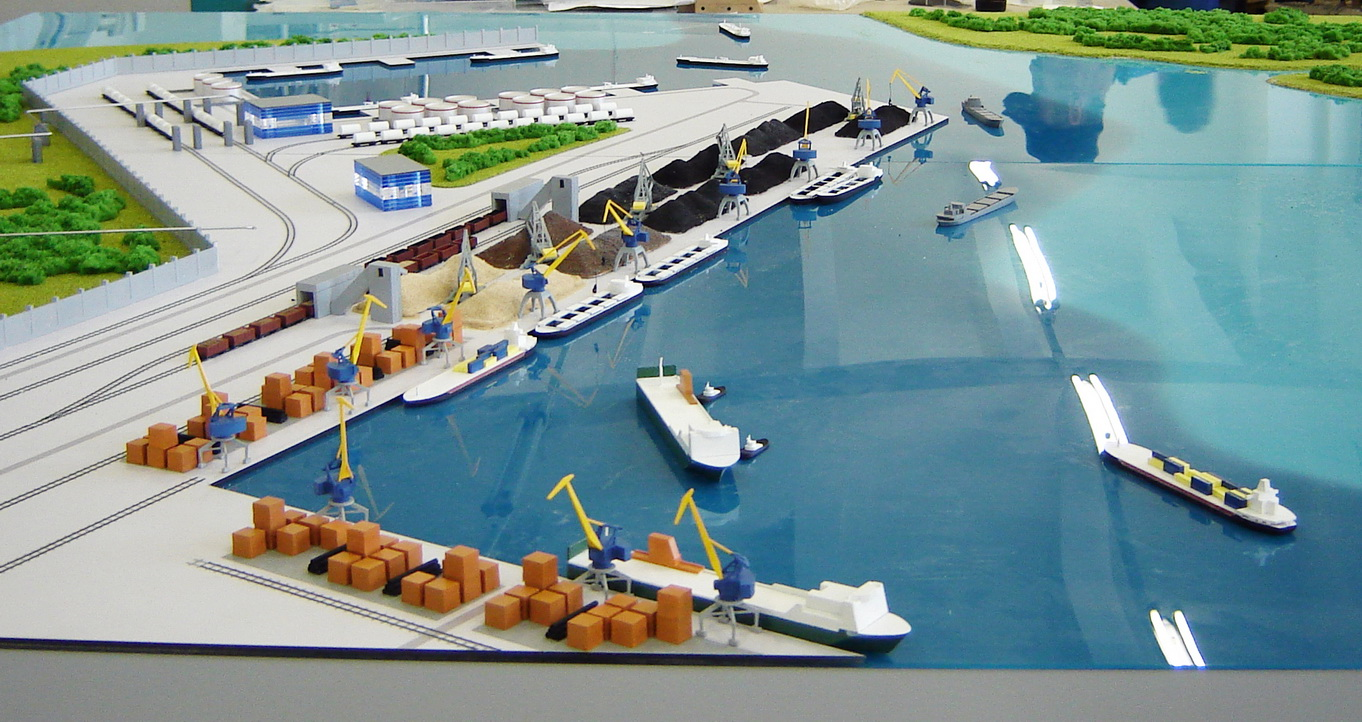
Макет морского порта
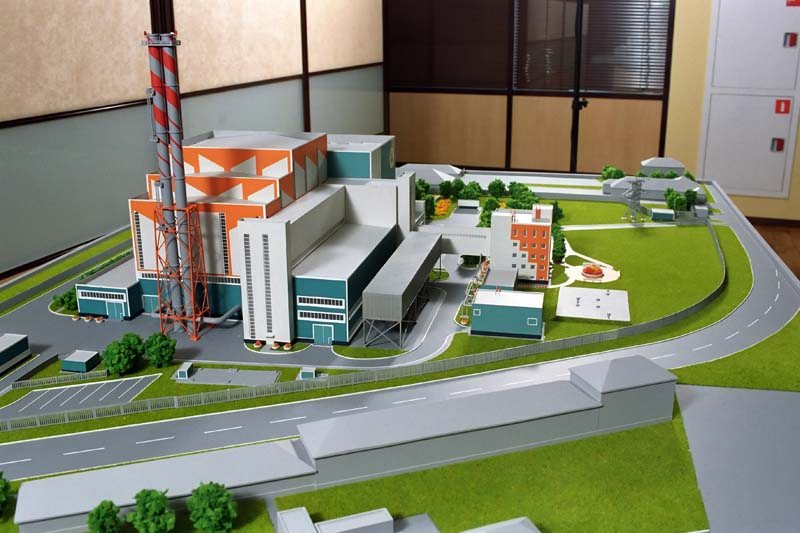
Макет промышленного объекта
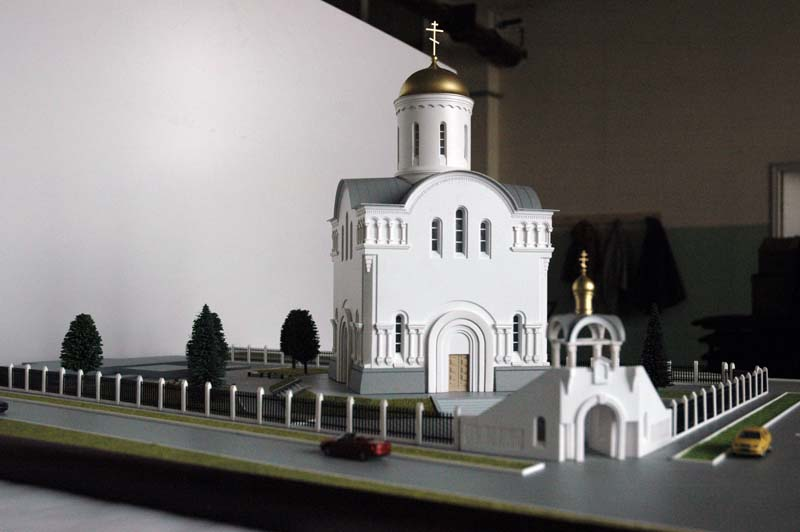
Макет культового сооружения
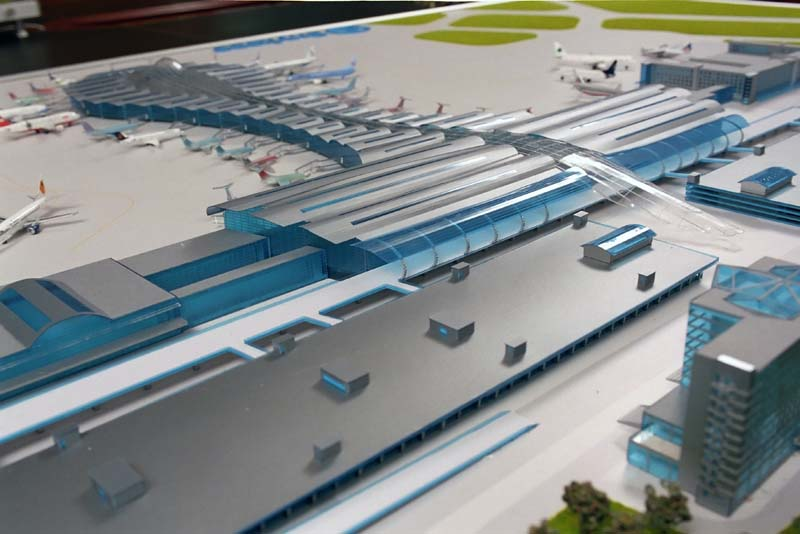
Макет аэропорта
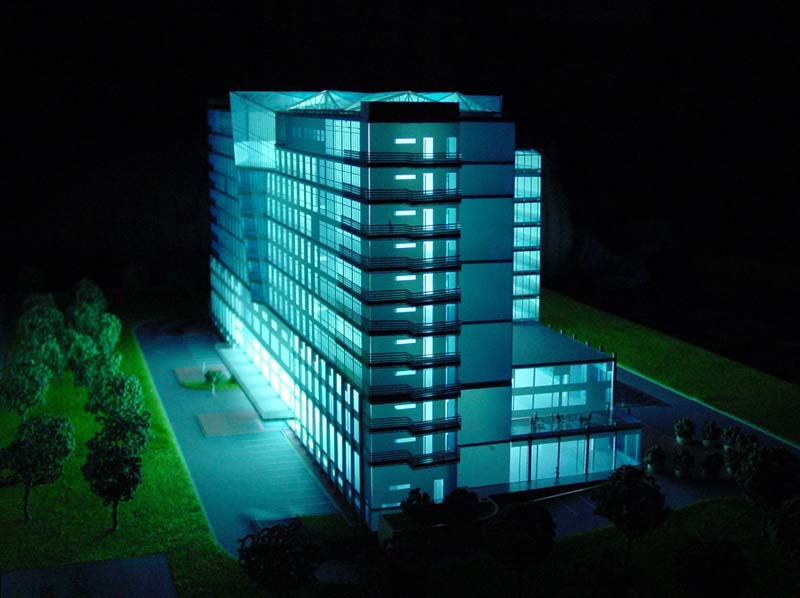
Макет гостиницы
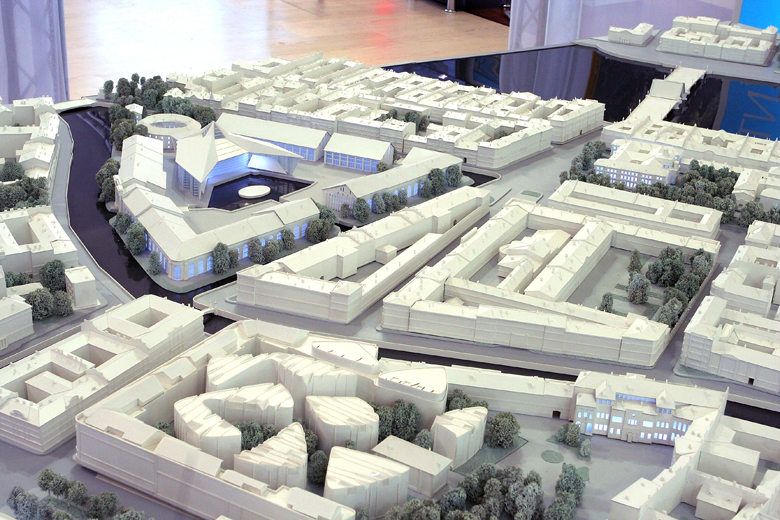
Градостроительный макет
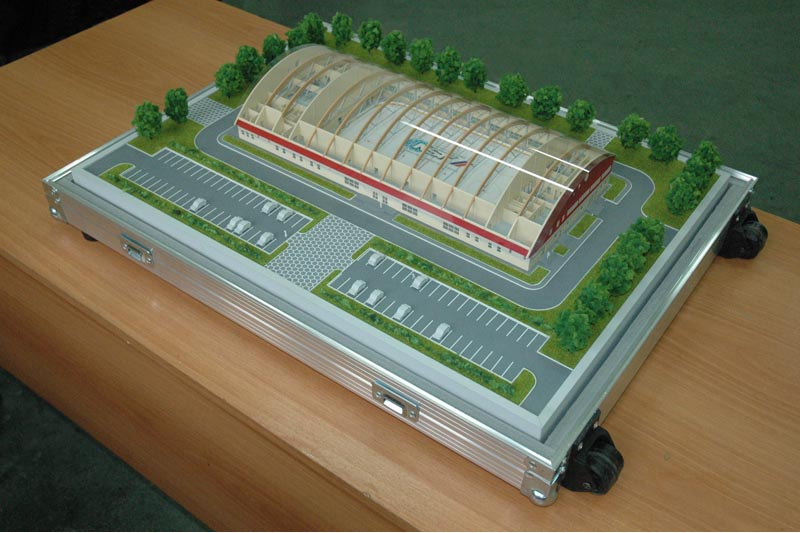
Макет спортивного комплекса
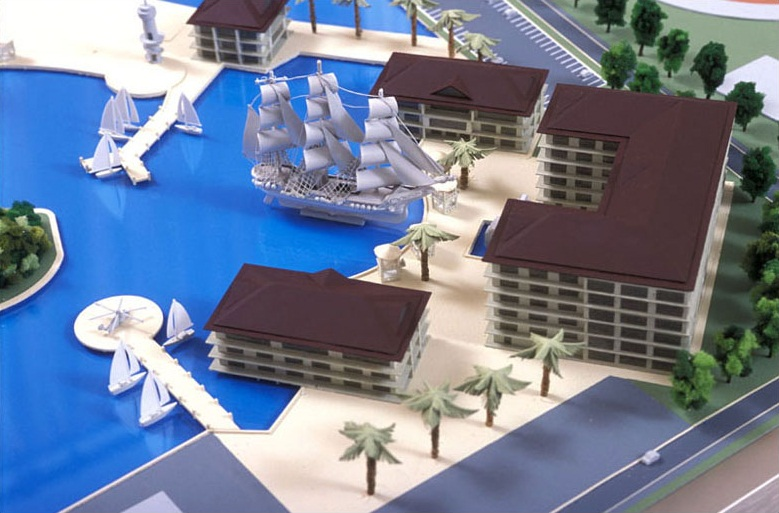
Макет курорта
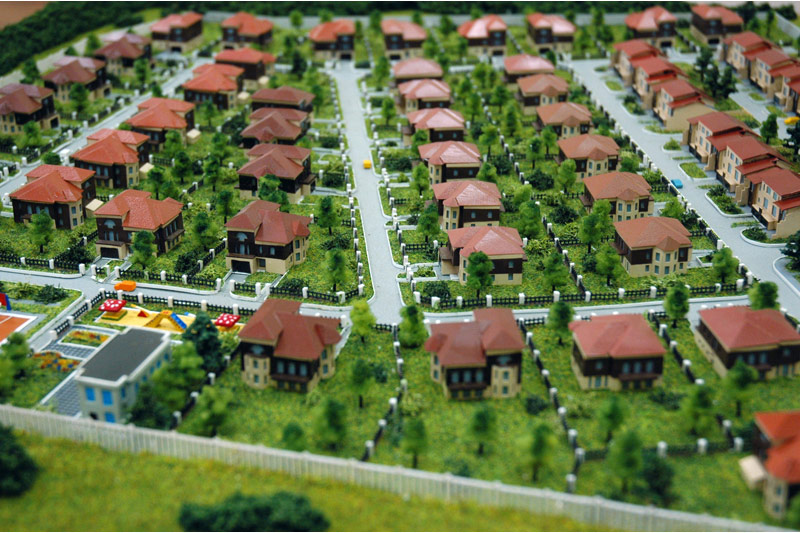
Макет коттеджного поселка
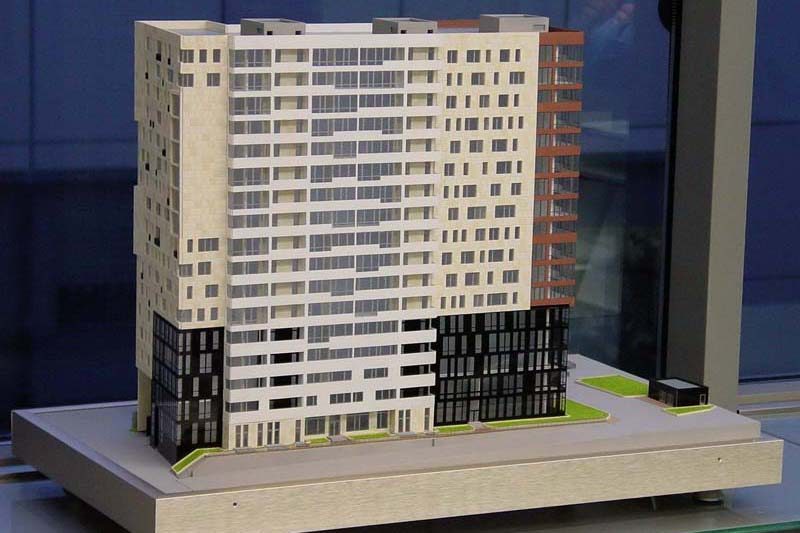
Макет жилого дома
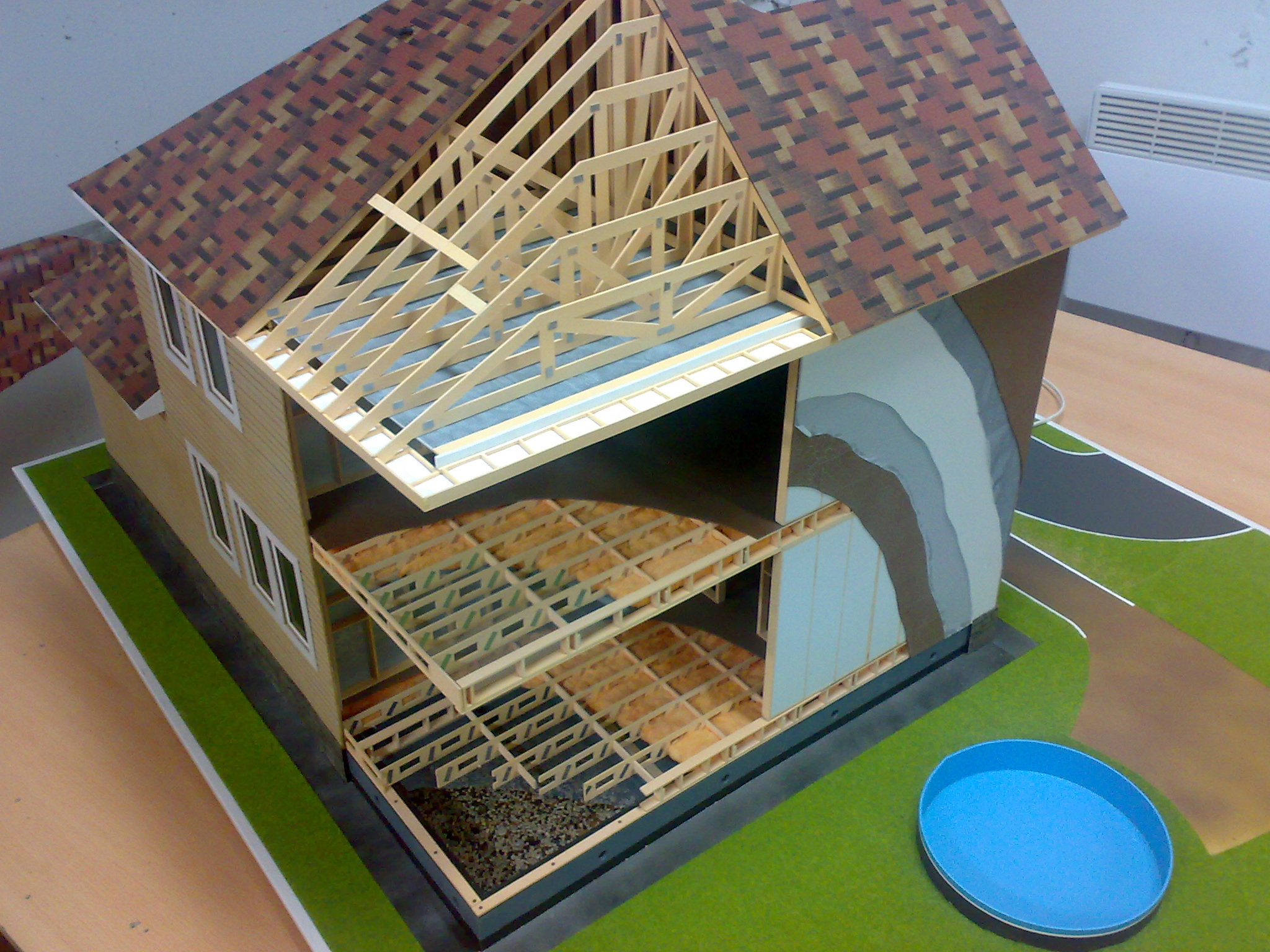
Макет коттеджа в разрезе
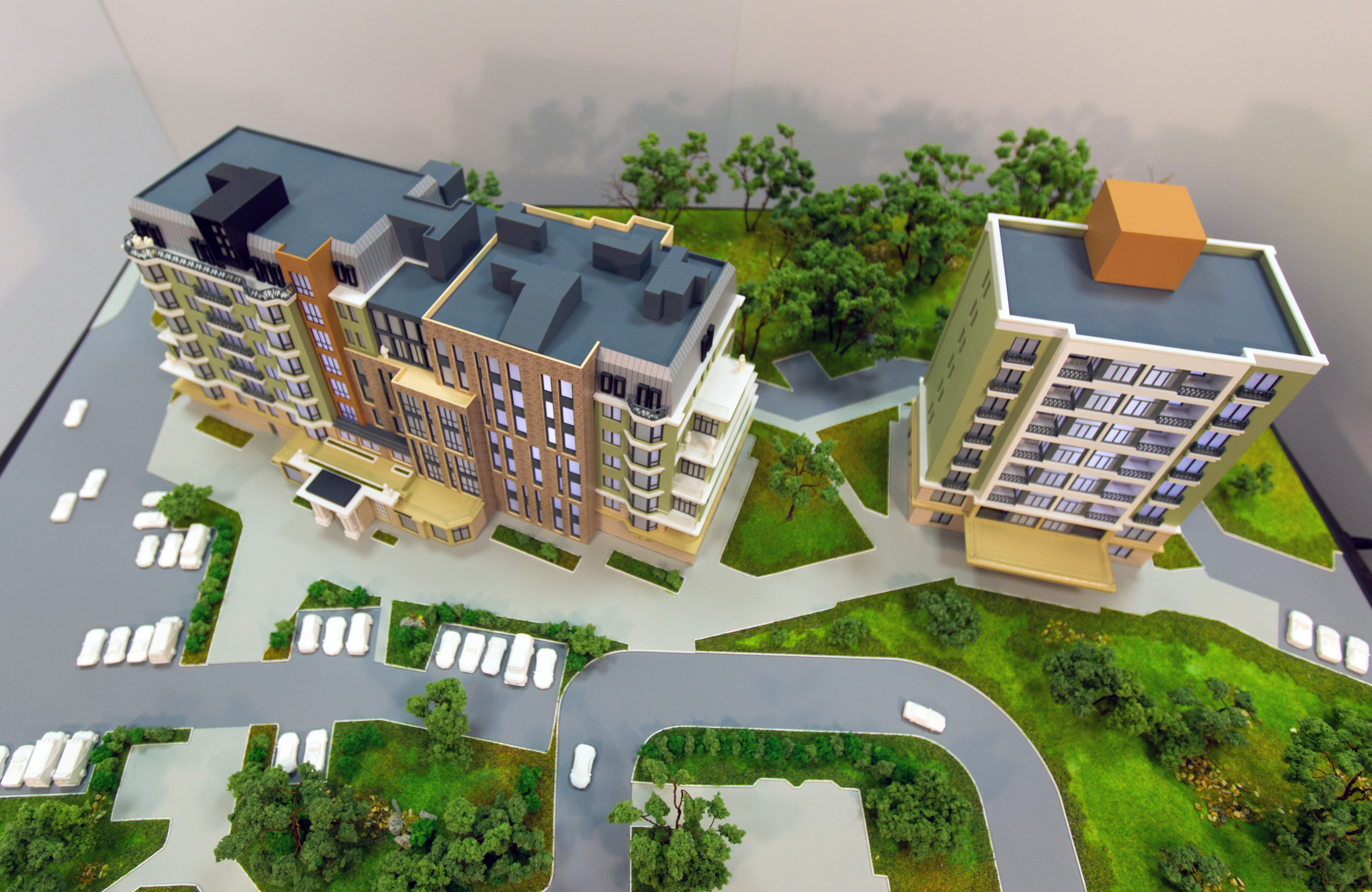
Макет загородных апартаментов